# Biển báo giao thông tại Nhật Bản

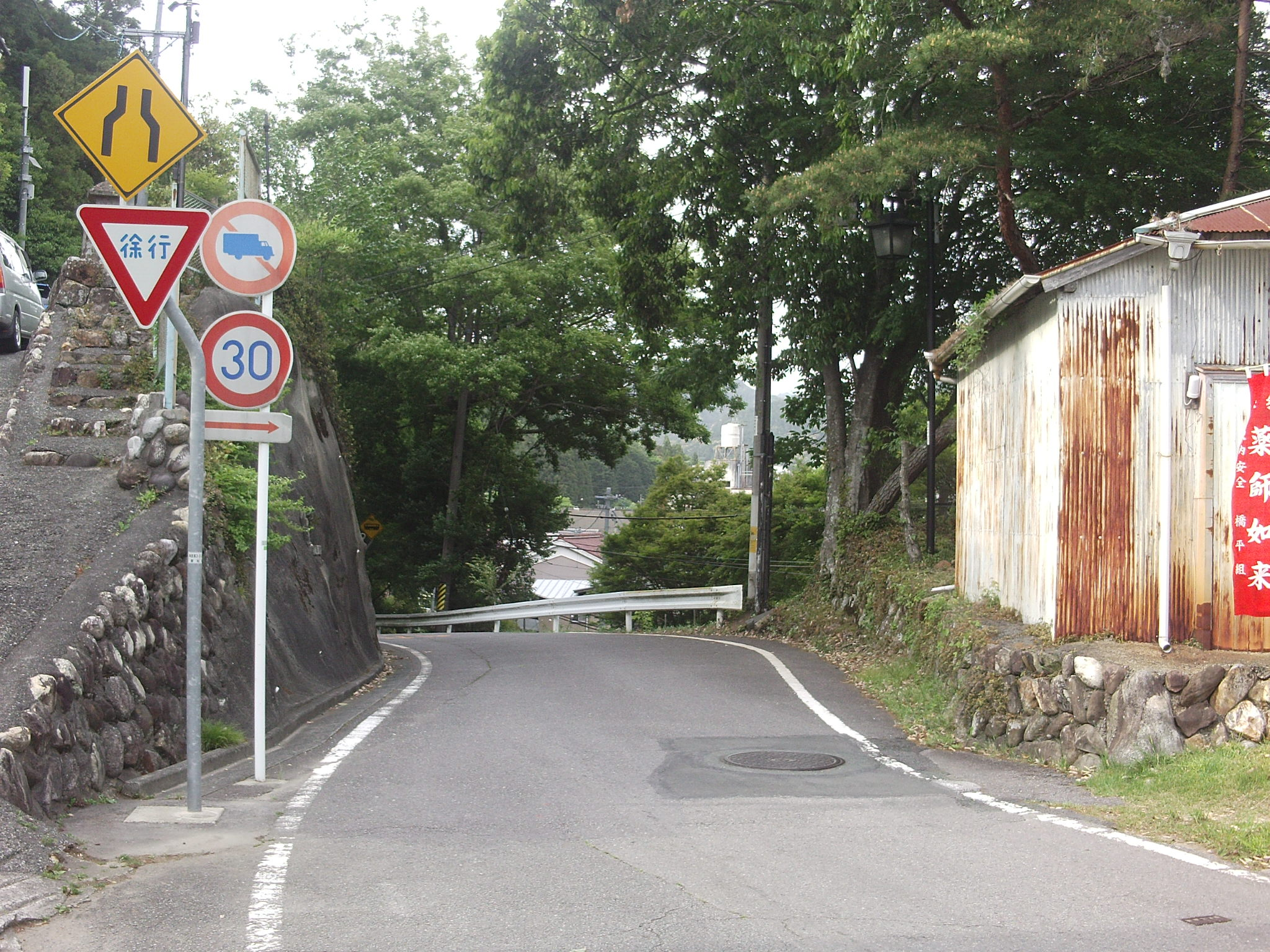
Biển báo trên tuyến đường số 439 của tỉnh Aichi, nằm tại Toyooka, Shinshiro, Aichi.

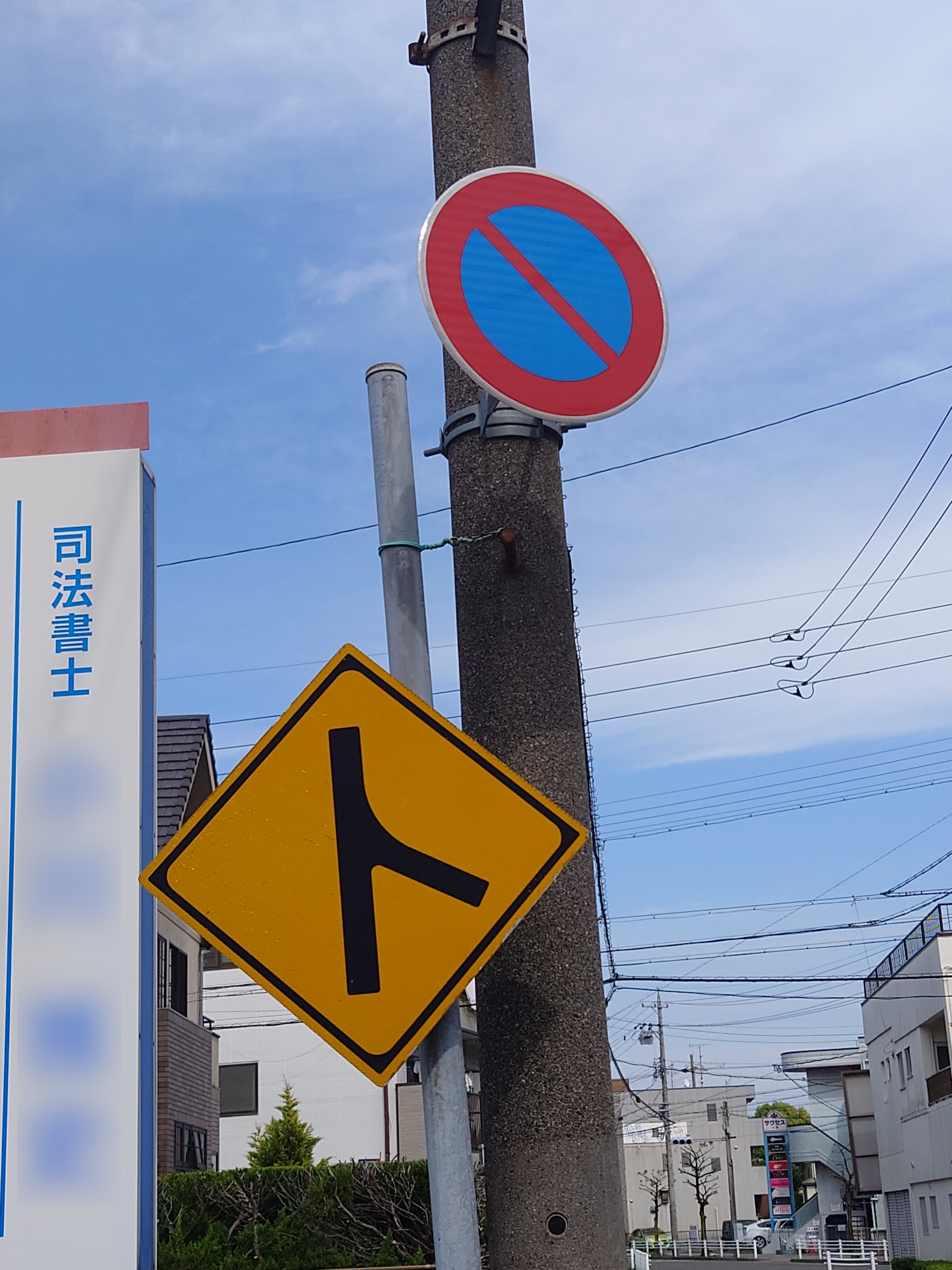
Con đường với các biển báo giao thông

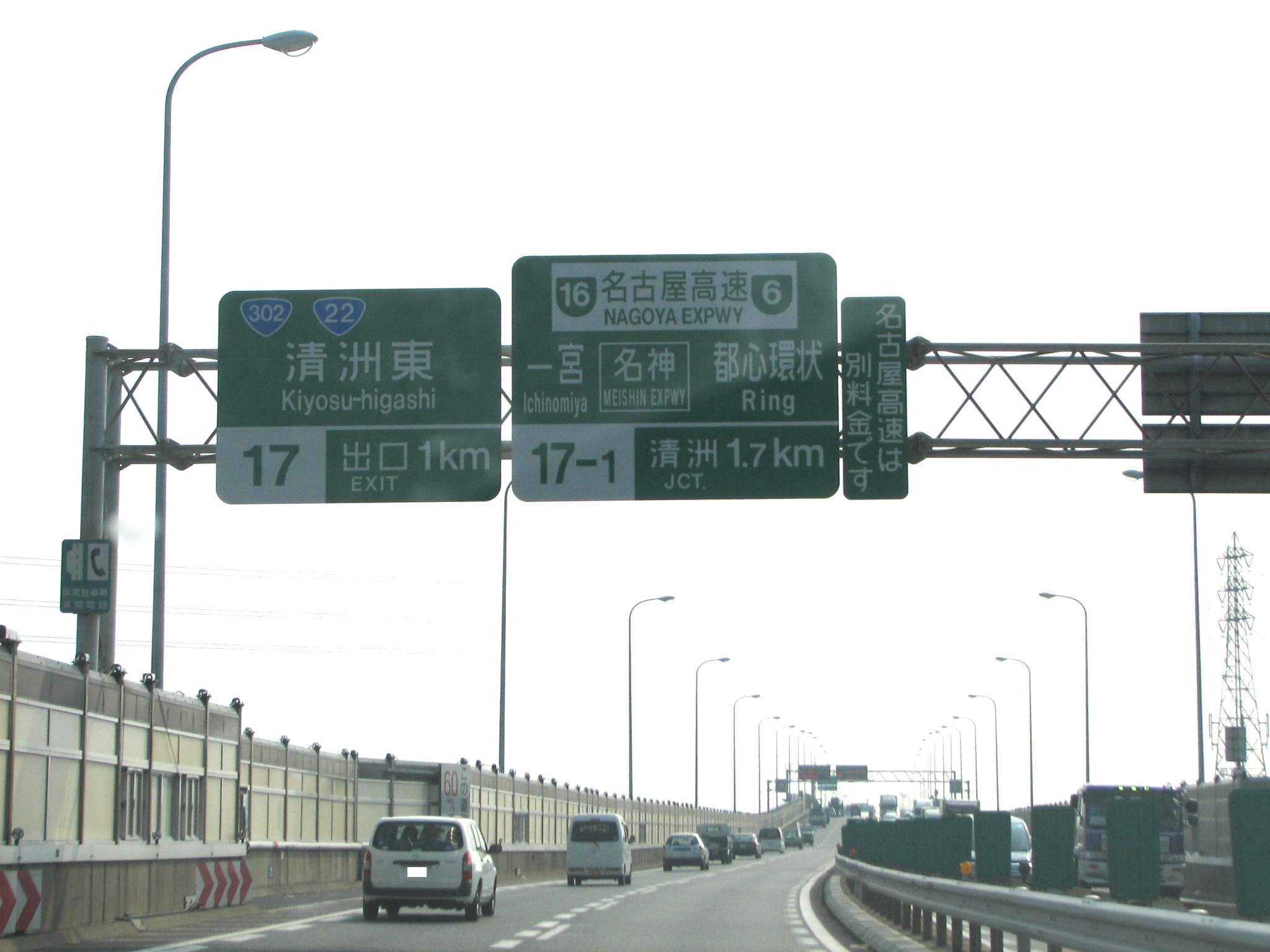
Đường cao tốc Meinikan của Nhật Bản

Ở Nhật Bản, biển báo giao thông (道路標識 dōro-hyōshiki) được chuẩn hóa theo "Lệnh về Biển báo Đường bộ, Vạch kẻ Đường và Ký hiệu Đường bộ (道路標識、区画線及び道路標示に関する命令)", được ban hành vào năm 1968, bắt nguồn từ "Lệnh Chuẩn hóa Biển báo Đường bộ" của Sở Cảnh sát Tokyo năm 1934 và "Lệnh về Biển báo Đường bộ" của Bộ Nội vụ năm 1942. Thiết kế biển báo hiện tại đã được sử dụng từ những năm 1986 sau một số lần sửa đổi lệnh.
Chúng được chia thành "Biển báo chính" (本標識 hon-hyōshiki) và "Biển báo phụ" (補助標識 hojo-hyōshiki) hay "biển chỉ dẫn phụ".

## Biển báo chính
Biển báo chính (本標識 hon-hyōshiki) được phân thành 4 loại: biển chỉ dẫn, biển cảnh báo, biển báo cấm và biển hiệu lệnh.

### Biển chỉ dẫn
Biển chỉ dẫn (案内標識 an'nai-hyōshiki) cho biết hướng đi hoặc khoảng cách trên đường. Trên đường cao tốc, biển chỉ dẫn có nền xanh lá đậm và chữ màu trắng. Trong khu vực đô thị và trên đường quốc lộ, biển chỉ dẫn có nền xanh dương đậm. Các biển báo thường được viết bằng tiếng Nhật và tiếng Anh. Kể từ năm 2014, phông chữ Vialog đã được sử dụng cho phần chữ tiếng Anh và tên phiên âm của địa danh.

Hướng của lối vào cao tốc phía trước
Hướng đi và lối ra của cao tốc phía trước
Hướng đi của lối ra và khoảng cách (đường cao tốc)
Nút giao thông (đường cao tốc)
Số hiệu đường cao tốc (E1; Tōmei)
Số hiệu đường cao tốc (E4; Tōhoku)
Số hiệu đường cao tốc đô thị (C1; Shuto C1)
Giao lộ
Giao lộ
Khoảng cách giữa các thành phố và khu vực
Số hiệu đường quốc lộ (Quốc lộ 20)
Số hiệu đường quốc lộ
Số hiệu đường quốc lộ
Số hiệu đường tỉnh (Đường tỉnh Fukuoka 758)
Số hiệu đường tỉnh
Số hiệu đường tỉnh (tuyến đường liên thành phố)
Số hiệu đường tỉnh
Số hiệu đường tỉnh (tuyến đường liên thành phố)
Tên đường
Đường vòng
Đường vòng
Đường chỉ định nới lỏng giới hạn chiều cao (đường cao tốc)
Đường chỉ định nới lỏng giới hạn tổng trọng lượng

### Biển cảnh báo
Biển cảnh báo (警戒標識 keikai-hyōshiki) được sử dụng để cảnh báo người điều khiển phương tiện về các mối nguy hiểm hoặc những tình huống cần chú ý. Thiết kế của biển báo này với biểu tượng và viền màu đen trên nền vàng hình thoi (thường mỗi cạnh dài 45 cm), dựa trên hệ thống biển báo giao thông MUTCD của Hoa Kỳ (do Nhật Bản là một trong những nước thuộc Khối Đồng minh không thuộc NATO của quốc gia này).

Có giao lộ hình chữ thập phía trước
Có giao lộ hình chữ T nằm ngang về bên phải ở phía trước
Có giao lộ hình chữ T phía trước
Có giao lộ hình chữ T nằm ngang về bên trái ở phía trước
Có giao lộ hình chữ Y phía trước
Vòng xuyến
Có khúc đường cong về bên phải
Có khúc đường cong về bên trái
Có đường gấp khúc ngoặt bên phải
Có đường gấp khúc ngoặt bên trái
Có khúc đường cong uốn lượn về bên phải
Có khúc đường cong uốn lượn về bên trái
Có khúc cua ngược chiều về bên phải phía trước
Có khúc cua ngược chiều về bên trái phía trước
Có đoạn đường ngoằn ngoèo về bên phải ở phía trước
Có đoạn đường ngoằn ngoèo về bên trái ở phía trước
Có đường sắt ở phía trước Đầu máy hơi nước
Có đường sắt ở phía trước Tàu điện
Khu vực trường học phía trước
Có đèn giao thông phía trước
Đường trơn trượt
Có nguy cơ sạt lở
Đường gồ ghề
Nhập làn từ bên trái
Giảm số lượng làn đường
Thu hẹp bề rộng đường
Giao thông hai chiều
Có đoạn dốc xuống gấp (10%, 1:10)
Có đoạn dốc lên cao gấp (10%, 1:10)
Đường đang thi công
Chú ý gió mạnh
Có nguy cơ động vật lao ra (hươu)
Có nguy cơ động vật lao ra (thỏ)
WatchCó nguy cơ động vật lao ra (khỉ)
Có nguy cơ động vật lao ra (gấu mèo)
Những nguy hiểm khác Bản chất của mối nguy hiểm được ghi trên biển báo phụ

### Biển báo cấm
Biển báo cấm (規制標識 kisei-hyōshiki) thể hiện các quy định của từng tuyến đường nhằm duy trì điều kiện giao thông và ngăn ngừa nguy hiểm.

## Lịch sử
Hệ thống biển báo giao thông tiêu chuẩn đầu tiên xuất hiện vào năm 1922. Ban đầu, hai loại biển báo được đưa vào sử dụng là "Biển cảnh báo đường bộ" (tương đương với biển cảnh báo hiện nay) và "Biển chỉ dẫn đường bộ" (tương đương với biển chỉ dẫn hiện nay). Biển cảnh báo thời kỳ đó có thiết kế khá giống với thiết kế biển báo giao thông của Anh Quốc được sử dụng tại Hồng Kông, điểm khác biệt duy nhất là chữ trắng trên nền đen.